# Steinauer (Nebraska)
Steinauer ist ein Dorf (engl. Village) im Pawnee County, im US-Bundesstaat Nebraska.
Es liegt ca. 100 Kilometer südwestlich von Lincoln, der Hauptstadt Nebraskas.

## Geschichte

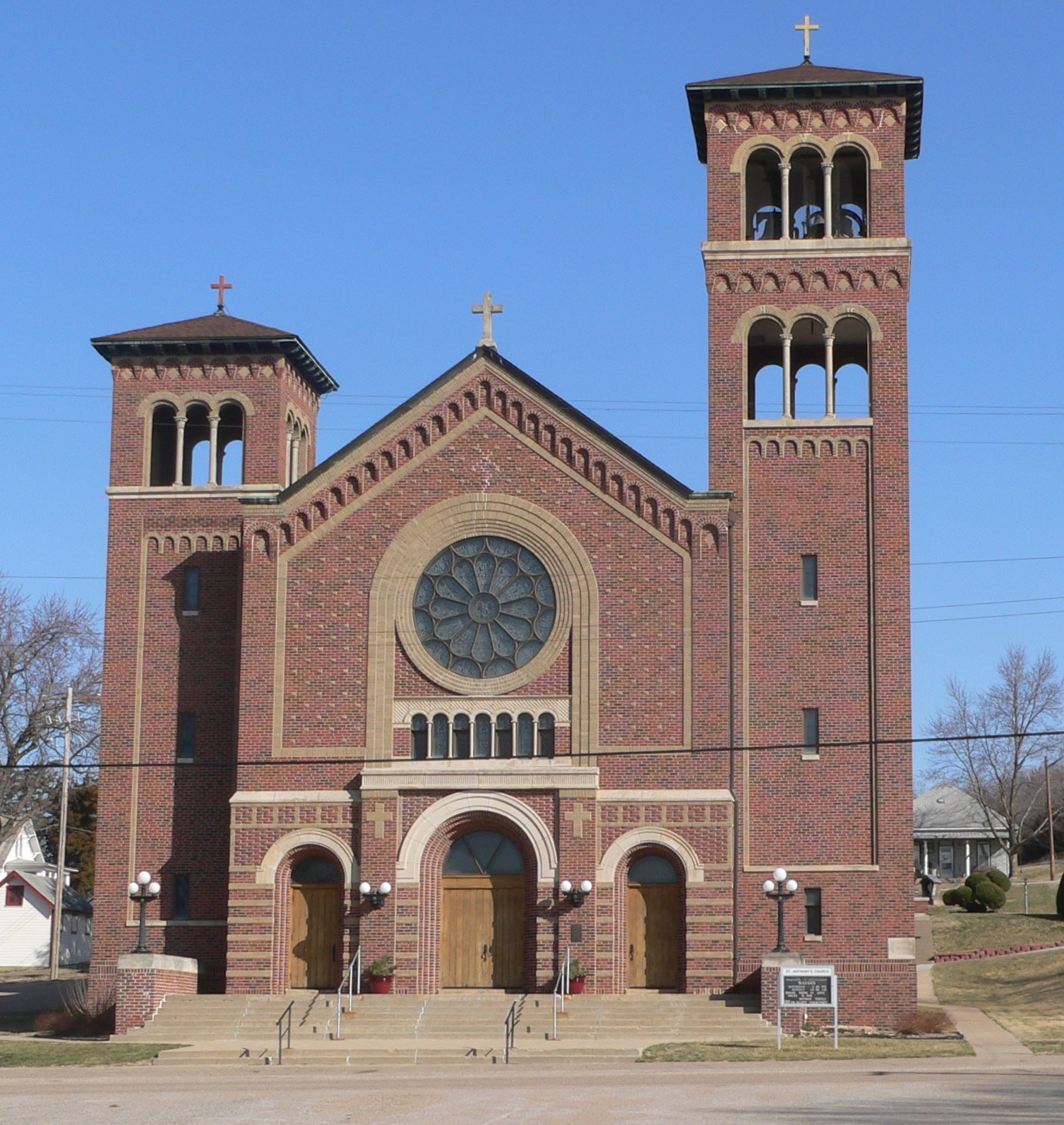
St. Anthony Church

Steinauer wurde 1856 von den drei Brüdern Joseph Alois, Anton und Nikolaus Steinauer aus Einsiedeln aus der Schweiz gegründet. Mit dem Bau der Eisenbahn im Jahr 1886 begann in Steinauer ein Aufschwung, der sich bis im Jahr 1910 fortsetzte. Damals lebten 248 Personen im Dorf, es gab eine Bank und ein Postbüro, verschiedene Läden und Dienstleistungsbetriebe dienten der Versorgung der umliegenden Farmen.

## Dokumentarfilm
- Karl Saurer: STEINAUER NEBRASKA – Geschichten um Gewinn und Verlust. Schweiz 1997.[2]